# 孔融
孔 融（こう ゆう、永興元年（153年） - 建安13年8月29日壬子（208年9月26日））は、中国後漢末期の政治家、儒学者。字は文挙。孔子20世の孫に当たる。孔子と同じく青州魯国曲阜県の出身である。父は孔宙。兄は孔褒。子の名は不詳。娘は羊衜（羊祜の父）の妻。

## 生涯
『三国志』には彼の個人の伝記はなく、『魏志』崔琰伝が引く司馬彪の『続漢書』に記されている。また『後漢書』孔融伝に彼個人の伝記がある。若年期より英明の誉れ高く、学問好きで博識、あらゆる書物を読みあさった。
10歳あまりの時、当時非常に名声の高かった李膺に面会しようとした。李膺は当代の優れた人物か、先祖代々からの交際のある家柄の人間としか会わなかった。そこで、孔融は門番に「私の先祖は李君の先祖と親しかった間柄です」と伝え、通されて李膺に面会すると「お客人のご先祖様は、いつ私の先祖と付き合ったのですかな」と聞かれた。孔融は「私の先祖の孔子はあなたの先祖の李老君(老子)と徳を同じくし、師友の間柄でした」と答えたので李膺は感心した。 こうして面会することができたが、同席していた陳煒という高官に、「子供の時に頭が良くても、大人になってから頭が良いとは限らない」と言われた。しかし、孔融は平然として「では貴方は子供の時はとても頭がよかったのですね」と言い返した。李膺は大笑いして「成長されたらきっと立派な人物となられるでしょう」と孔融を評価した。
13歳の時に父を亡くすと、悲しみにより窶れ、度を超えた精進のために痩せ細り、人に支えられていないと立てないほどになった。人々はその孝心に感じ入ったという。
ある時、山陽郡の張倹は中常侍の侯覧の恨みを買い、匿名の告発文により逮捕されそうになった。張倹は孔融の兄の孔褒と旧知の間柄であったため、孔褒を頼って逃げ込んだ。しかし生憎、孔褒は留守であった。孔融だけ居たが、その時まだ16歳であったため、張倹は侮って事情を話さなかった。孔融は困り切った張倹の様子を見て「兄は出かけていますが、私でもお相手ができないわけではありません」と言って引きとめた。その後、事が露呈したため密かに役人が逮捕しに来た。張倹が脱出したため、役人は孔融と孔褒を捕らえたが、誰が共謀者か分かり兼ねていた。孔融は「咎人を受け入れ匿ったのは私なので、罪に問われるのは私です」と言い、孔褒も「彼は私を頼ってきたのであり弟に罪はなく、罰するなら私を罰してください」と言った。困った役人が二人の母に問うと、「家の事は年長の私に責任があるので、どうか私をお咎め下さい」と言った。一門が皆自分こそ死罪になりたいと言い張るので、地方の役所は困り朝廷に伺いを立てた。後に詔書が下り、遂に兄の孔褒が死刑になった。この件によって孔融の名は有名になった。
その後は朝廷に仕えた。一時逼塞するが、後漢の最混乱期に北海国の相となり、六年間これを勤め、劉備に上表され青州刺史として黄巾の乱で荒れ果てた山東地域を支えた。王修らを推挙し、また儒学の教布に努め、大学者の鄭玄に対し子孫のとるべき礼をとり、彼のために郷（県の一つ下の行政単位）を設けて鄭公郷と命名した。これらのことは前述の『後漢書』「孔融伝」の他、『魏志』崔琰伝が引く司馬彪の『続漢書』に記載されている。しかし同じ司馬彪の手による『九州春秋』では、「政務は形式的で現実味に欠けるところがあり、法網を上手く張り巡らしたが実行力に欠けた」「風変わりな者を好み、鄭玄のような学のある人物は表向き礼遇したが、共に国事を議論することはなかった」などと、両極端な評価を受けている。
徐州刺史の陶謙が亡くなるとその遺託に沿い、後任を引き受けるよう劉備を説得した。
近隣で袁紹が急速に勢力を拡大すると、袁紹の長子袁譚に攻められ、許に逃亡した。その後も朝廷に仕え、将作大匠・少府・太中大夫を歴任した。朝議の質疑応答では、いつも中心になって発言したという。孔子の子孫という立場、さらには類いまれなる文才で文人サロンの中心的存在となった。後に「建安の七子」の一人に挙げられている。
直言居士な孔融は、時の権力者であった曹操と、事ある毎に対立していた。孔融は曹操の施政の中で納得いかないことがあると、前例に喩えて厳しく詰った。楊彪の処刑を諫止した時のような正論も中にはあったが、当てつけがましい屁理屈が多く、曹操は日頃から孔融を嫌悪していた。曹操が南方への遠征を目前に控えた建安13年（208年）、孫権の使者に曹操を誹謗中傷する発言をしたという罪で逮捕され、妻子共々処刑された。齢56。このために孔融の子孫は途絶えた。聖人孔子の子孫を殺害したことは、後々まで曹操が非難される理由の一つとなった。
孔融と親しくしていた脂習がその処刑を聞き、駆けつけて屍を撫で「文挙殿は私を見捨てて先に死んでしまった。私も生きていて何としよう」と言った。これを聞いた曹操は激怒して脂習を捕えたが、後に赦令によって釈放した。
その後、曹丕（文帝）は深く孔融の詩文を好み、いつも嘆息して「揚雄・班固にも劣らぬ」と言った。天下に寡って、孔融の文章を届け出るものがあれば、その都度黄金や絹を褒美にやった。孔融は詩・頌・碑文・議論文・六言詩・対策文（天子の試問に答える文）・上奏・檄文・教令（下々に出す布告）など、全て二十五篇を著した。
また、論には「昔、諫大夫の鄭昌は『山に猛獣あれば、黎藿（アカザと、豆の葉）これがためにとられず』（『漢書』の「国に忠臣されば悪人は出ない」の意）といった。されば、宋の孔父が顔色を引き締めれば、君を弑しようなどといった謀略は、入り込む隙がなかった。晏嬰が朝廷に立てば、田氏が斉国を盗む野望も断念せざるを得なかった。同様に、孔文挙の高潔な志と一本気な振る舞いは、人々の正義感を奮い立たせ、梟雄の野心を阻害するだけの力があった。そのため曹操も生きているうちに漢の天下を奪うことはできず、息子の代（魏文帝）で初めて漢に代わることができたのである。そもそも真っすぐな気性の人は、当たって砕けるのが本望。ただ丸く治まるよう腰を屈めて生きることはできないものである。孔文挙こそは、純粋な白玉の如く、峻烈なこと秋霜の如き人だと言えよう」と記されている。

## その他
『後漢書』に「孔融伝」が立っている他に、『三国志』にも彼についての記述がある。なお『三国志』には、孔融以外の孔子の子孫としては、魏の大鴻臚孔乂・子の西晋の平東将軍孔恂(ともに「倉慈伝」注)、同じく魏の司隷校尉孔羨(孔子直系、宗聖侯。「杜畿伝 附 杜恕伝」注)らの名が記されている。
風変わりな人物を好み、自身も後に流行する清談に繋がるような、奇抜な発言が多かった。同じ直言居士として名声のあった禰衡を高く評価し、彼との議論の中で、子と親は水と水がめのようなもので、生まれる前において仮にその中に入っているに過ぎないと主張し、また飢饉にあった時、父親がくだらない人間なら、他の人物を助けて生かせというような、当時の儒教の主流的考えから外れた意見も述べている。『後漢書』には「孔融は人の善行を聞けばわが事のように喜び、人の意見に採るべき点があれば必ず布衍（ふえん）して完成させる。面と向かって相手の短所を指摘するが、蔭ではその長所を称賛する。賢士を推薦し、多くの者を出世させた。善い人を知っていて薦めずにいることを、自分の過ちのように思っている」とある。
小説『三国志演義』にも登場し、正史と同様、事あるごとに曹操を厳しく批判している。

## 孔融の子
孔融には二人の子がいた。孔融が処刑されたとき、9歳の男子と7歳の女子が幼年の故に、目こぼしされ他家に預けられていた。二人の子供が碁を打っている最中に父が逮捕されたが、二人ともびくともしなかった。左右の者が「お父さまが縛られたというのに、どうして平気でいるのかね」と聞いたところ、「巣が壊されて、卵だけ割れずに残ることがあるものか（自分も覚悟している）」と答えた。また、預けられた家の主人が肉のスープをくれた。兄が、がつがつとそれを飲んだのを見て、妹は「今度の災難、私たちも長くは生きられないのに、よくも呑気に肉の味がわかるわね（肉の味云々は孔子が古代音楽を聞いて三ヵ月間肉の味がわからなかった故事を含む）」と言った。それを聞いた兄はわっと泣き出して飲むのをやめたという。これを人伝いに聞いた曹操はとうとう二人を殺した。捕り手が来た時、妹は兄に「もし死んでも物がわかるなら、父さま母さまに会えるわね。嬉しいじゃない」といった。子らは自分から首を差し伸べて斬られた。それを見て、痛ましがらぬ者はいなかったという。

## 配下
| - 王子法 - 王修 - 左丞祖 - 是儀 - 孫邵 - 太史慈 | - 鄭益 - 邴原 - 彭璆 - 劉義遜 - 劉孔慈 |

『三国志演義』でのみの配下
- 宗宝
- 武安国

## 孔融を題材とした作品と参考文献
- 陳舜臣『中国畸人伝』（中公文庫、2005年）
- 吉川幸次郎『三国志実録』(ちくま学芸文庫、1997年)
- 三国志名臣列伝 後漢篇　(宮城谷昌光、文藝春秋、2018年）